# Polittico della presentazione della Vergine
Il Polittico della presentazione della Vergine conosciuto anche come il polittico della purificazione di Maria  è un'opera a olio su tavola composto da sei elementi di Jacopo Palma il Vecchio, datato presumibilmente intorno al 1515-1517 e conservato nella Chiesa di Santa Maria Annunziata di Serina

## Storia
L'opera fu commissionata al pittore originario proprio di Serina dalla congregazione del Santissimo Rosario, posto nell'altare gestito dalla confraternita. Il polittico fu poi per molto tempo conservato nella sagrestia perché aveva persona l'originale brillantezza.
Il polittico è stato oggetto di un ampio restauro dalla fondazione Credito Bergamasco che ha riportato le tavole ai colori originari nel 2015 ad opera di Eugenia De Beni e Leone Algisi, sotto la direzione della dott.ssa Marina Gargiulo, Soprintendenza ai Beni Storici, Artistici e Etnoantropologici di Milano Con il restauro è stata ricostruita la cornice in base alle indicazioni cinquecentesche originali.

## Descrizione e stile
Il polittico si compone di sei tavole:
- Sant'Apollonia raffigurata a mezzobusto nella tavola in alto a sinistra. La santa è raffigurata con in mano la tenaglia con il dente simbolo del suo martirio;
- San Giuseppe nella sezione centrale superiore. Il santo è raffigurato a mezzo busto con le sembianze di un anziano;
- Beato Alberto nella parte destra superiore. Il santo è raffigurato a mezzobusto con gli abiti dell'ordine domenicano con un libro nella mano destra e una croce in quella sinistra;
- San Filippo nella parte sinistra della sezione inferiore. Il santo è raffigurato a figura intera.
- Presentazione della Vergine nella sezione centrale. Il dipinto rappresenta una giovane dai lunghi capelli biondi accompagnata dai suoi genitori che si avvicina al sacerdote del tempio;
- San Francesco a conclusione della parte destra inferiore, a figura intera.